# 大槻丈夫
大槻 丈夫（おおつき たけお、1907年2月11日 - 1978年2月24日）は、日本の経営者。近畿日本ツーリスト社長を務めた。

## 経歴
京都府綾部市出身。1929年に高文行政科に合格し、1930年に東京帝国大学経済学部経済学科を卒業し、同年に鉄道省に入省。興亜院、運輸省での勤務を経て、1950年12月に国鉄理事に就任し、1956年3月までに務めた。
1962年11月に近畿日本鉄道専務に就任し、1968年5月に副社長を経て、1973年11月に常任監査役に就任。1976年1月には近畿日本ツーリスト社長に就任した。
1978年2月24日、肺腫瘍のために死去。71歳没。